# Österreichischer Musiktheaterpreis 2021

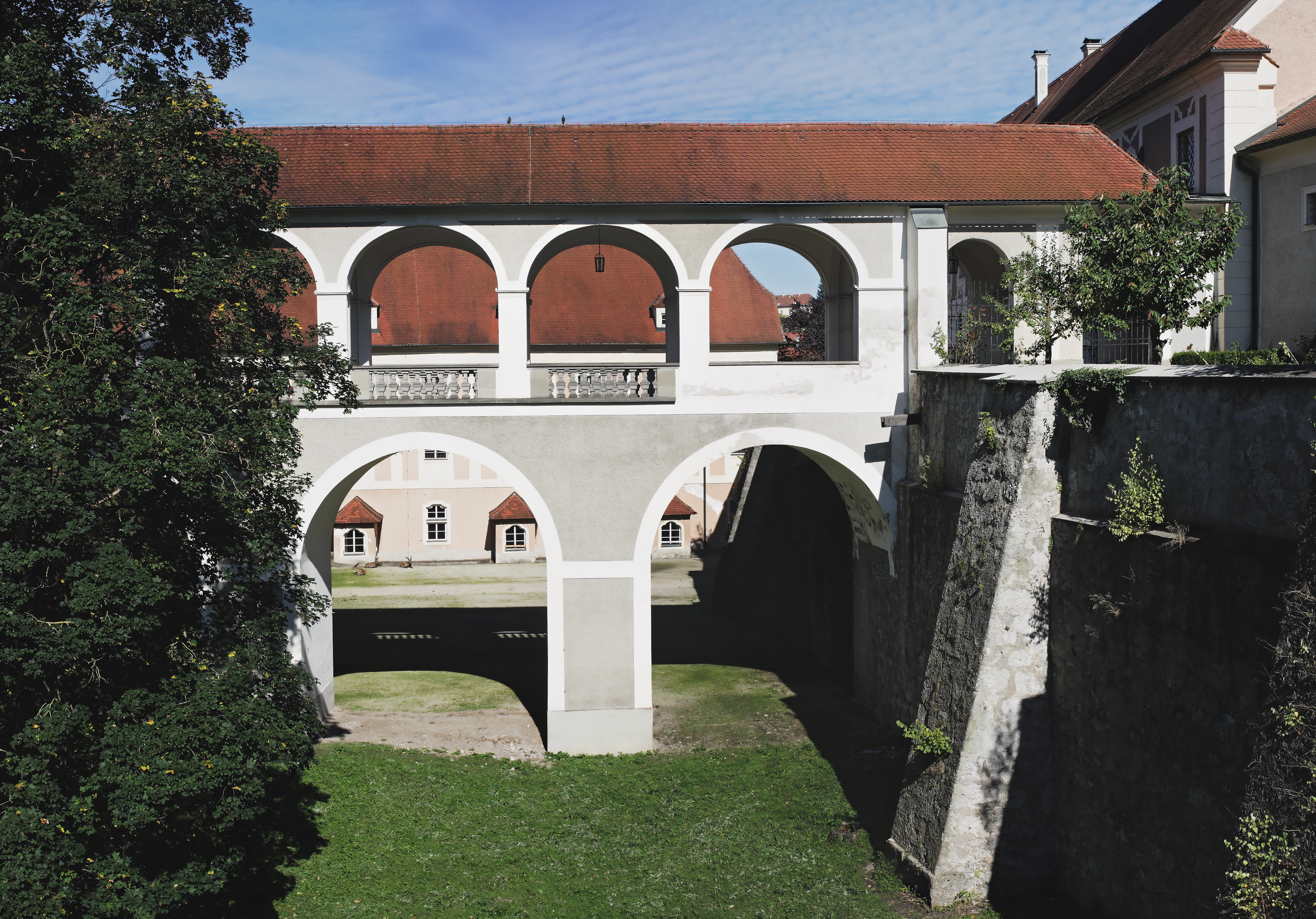
Ort der Verleihung: Der Schlossgraben von Schloss Lamberg

Der Österreichische Musiktheaterpreis 2021 ist die neunte Verleihung des Österreichischen Musiktheaterpreises. Die Verleihung fand am 2. August 2021 in Steyr im Rahmen der oberösterreichischen Landesausstellung auf Schloss Lamberg statt. Die meisten Nominierungen, in insgesamt neun Kategorien, erhielt die Volksoper Wien, vier davon für Cabaret und drei für die Offenbach-Operette König Karotte. Jeweils fünf Nominierungen erhielten die Oper Graz und die Salzburger Festspiele.
Der Preis wurde 2021 in 23 Kategorien verliehen.Neu waren ein Sonderpreis für Courage und Ermutigung in der Pandemie sowie Auszeichnungen für die beste internationale Musiktheaterproduktion und für internationales Kulturengagement. Die Salzburger Festspiele wurden in fünf Kategorien ausgezeichnet, unter anderem mit dem Sonderpreis für Courage und Ermutigung in der Pandemie.

## Jury
- Susanna Dal Monte (Ö1) – Vorsitz[5]
- Joachim Leitner (Tiroler Tageszeitung) – Vorsitz
- Dietmar Baurecht (Burgenländische Volkszeitung)
- Johannes Enzinger (Kronen Zeitung)
- Peter Jarolin (Kurier)
- Nikolaus Immanuel Köhler (Art Quarterly)
- Boris Priebe (Felix Bloch Erben)
- Robert Quitta (L’Opera)
- Heinz Sichrovsky (News, ORF)
- Michael Wruss (Oberösterreichische Nachrichten)

## Preisträger und Nominierte

### Beste weibliche Hauptrolle
- Elsa Dreisig – Cosi fan tutte (Fiordigli) – Salzburger Festspiele
  - Katherine Lerner – II Trovatore (Azucena) – Landestheater Linz
  - Zeynep Buyraç – Impresario Dotcom (Dotcom) – Bregenzer Festspiele
  - Bettina Mönch – Cabaret (Sally Bowles) – Volksoper Wien

### Beste männliche Hauptrolle
- Piotr Beczała – Moniuszko: Halka (Jontek) – Theater an der Wien
  - Marco Jentzsch – Tannhäuser (Tannhäuser) – Stadttheater Klagenfurt
  - Timo Riihonen – Don Carlo (Philipp II.) – Oper Graz
  - Ben Connor – Brigadoon (Tommy Albright) – Volksoper Wien

### Beste weibliche Nebenrolle
- Ruth Brauer-Kvam – Cabaret (Conférencier) – Volksoper Wien
  - Ann Mandrella – Der König und Ich (Lady Thiang) – Bühne Baden
  - Anna Maria Dur – Suor Angelica (II Trittico) (Fürstin) – Tiroler Landestheater

### Beste männliche Nebenrolle
- Robert Meyer – Cabaret (Herr Schultz) –  Volksoper Wien
  - Markus Butter – Königskinder (Der Spielmann) – Oper Graz
  - Johannes Maria Wimmer – Rigoletto (Sparafucile) – Tiroler Landestheater

### Beste Gesamtproduktion Oper
- Cosi fan tutte – Salzburger Festspiele
  - Königskinder – Oper Graz
  - Salome – Theater an der Wien

### Beste Gesamtproduktion Operette
- König Karotte – Volksoper Wien
  - Die Rose von Stambul – Bühne Baden
  - Die Fledermaus – Oper Graz

### Beste Gesamtproduktion Musical
- Cabaret – Volksoper Wien
  - Der König und Ich – Bühne Baden
  - Mary & Max – Landestheater Linz – Black Box

### Beste Gesamtproduktion Ballett
- The Tempest (Enrique Gasa Valga) – Tiroler Landestheater
  - Cinderella (Mei Hong Lin) – Landestheater Linz
  - Jewels (George Balanchine) – Wiener Staatsoper

### Beste musikalische Leitung
- Franz Welser-Möst – Elektra – Salzburger Festspiele
  - Joana Mallwitz – Cosi fan tutte – Salzburger Festspiele
  - Leslie Suganandarajah – Lohengrin – Salzburger Landestheater

### Beste Regie
- Christof Loy – Cosi fan tutte – Salzburger Festspiele
  - Silvia Paoli – L'Empio punito – Innsbrucker Festwochen der Alten Musik
  - Nikolaus Habjan – Salome – Theater an der Wien
  - Matthias Davids – König Karotte – Volksoper Wien

### Beste Ausstattung
- Nicole Pleuler – Impresario Dotcom – Bregenzer Festspiele
  - Piero Vinciguerra – Lohengrin – Salzburger Landestheater
  - Matthias Fischer-Dieskau und Susanne Hubrich – König Karotte – Volksoper Wien

### Bester weibliche Nachwuchs
- Laura Schneiderhan – Heute Abend: Lola Blau (Lola Blau) – Tiroler Landestheater
  - Mareike Jankowski – Don Carlo / Königskinder (Tebaldo / Die Stallmagd) – Oper Graz
  - Sophie Mefan – My Fair Lady (Eliza Doolittle) – Salzburger Landestheater
  - Tamuna Gochashvili – Eugen Onegin (Tatjana) – Stadttheater Klagenfurt

### Bester männlicher Nachwuchs
- Rafael Helbig-Kostka – Britten: The Rape of Lucretia (Erzähler) – Opernstudio Landestheater Linz
  - Jonas Zeiler – Der König und ich (Louis Leonowens) – Bühne Baden
  - Robert Watson – Simon Boccanegra (Gabriele Adorno) – Stadttheater Klagenfurt
  - Jakob Semotan – Volksoper Wien

### Lebenswerk
- Heinz Zednik[6]

### Medien-Sonderpreis
- Jonas Kaufmann[7][8]

### Bestes Orchester/Bester Chor (alternierend)
- Wiener Philharmoniker

### SonderpreisBestes Unterhaltungstheater
- Peter Hofbauer für das Wiener Metropol

### Bestes Barock-Festival
- Innsbrucker Festwochen der Alten Musik

### Internationales Musik & Kulturengagement
- Dirigent PANG Ka-Pang

### Internationales Orchester
- Suzhou Chinese Orchestra

### Sonderpreis für die beste internationale Musiktheaterproduktion
- Der Rosenkavalier an der Berliner Staatsoper Unter den Linden – Regie: Andre Heller, musikalische Leitung: Zubin Mehta

### Sonderpreis für Courage und Ermutigung in der Pandemie
- Salzburger Festspiele

### Off-Theater-Preis
- Dreigroschenoper des Vereins Volkskantine (Innsbruck)